# Međuselje
Međuselje (cyr. Међусеље) – wieś w Bośni i Hercegowinie, w Republice Serbskiej, w gminie Višegrad. W 2013 roku liczyła 15 mieszkańców.